# صار

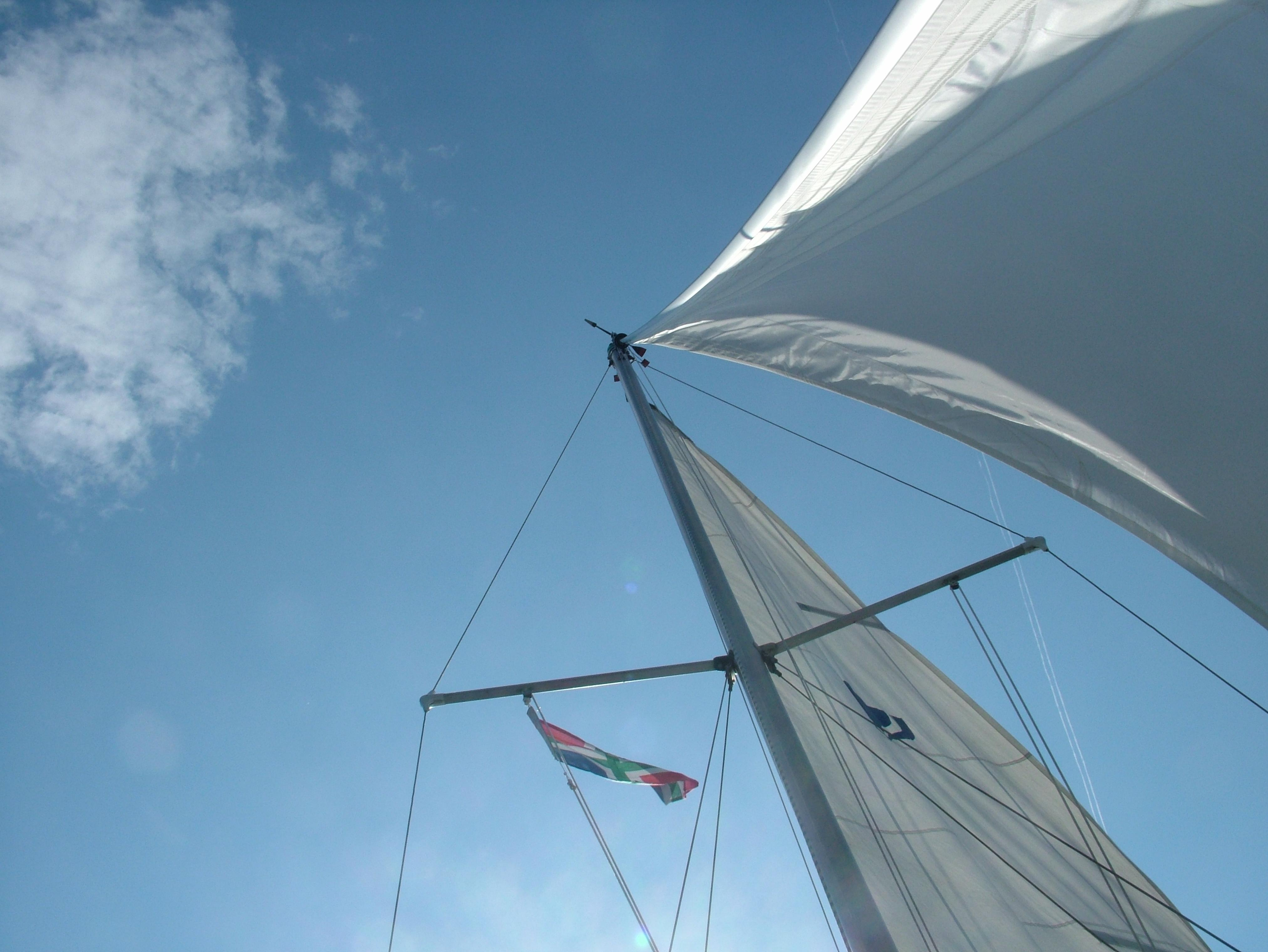
أشرعة سفينة صغيرة محمولة على صاري مصورة من أسفل

الصاري (جمع: صواري و صوارٍ)  عمود رأسي طويل يدعم الشراع. وللسفن الكبيرة عدة صواري، وكانت السفن تصنف حسب شكل الصواري وعددها. وتكون معظم الصواري مدعمة بالشدادات (الكابلات).

## معرض صور

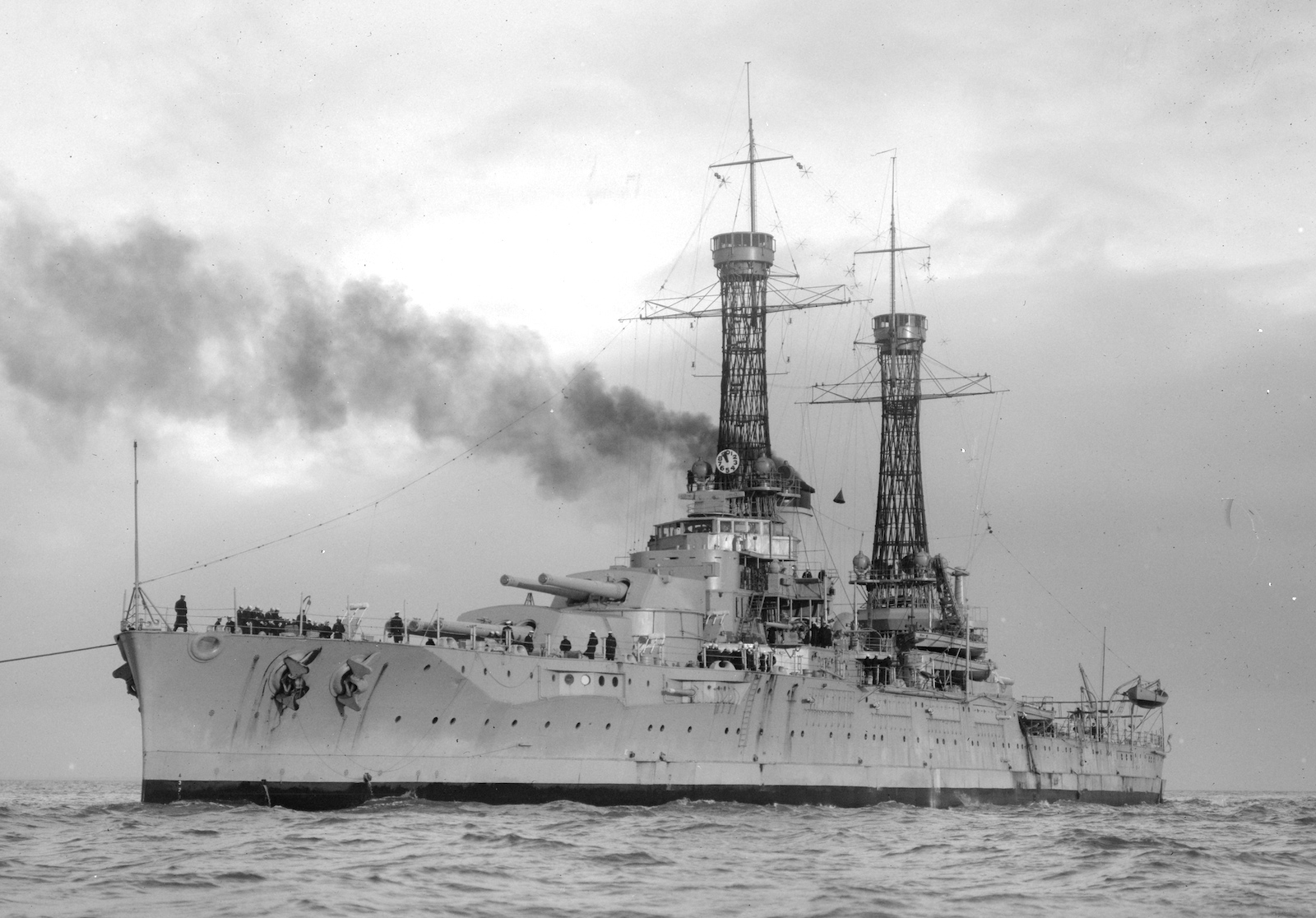
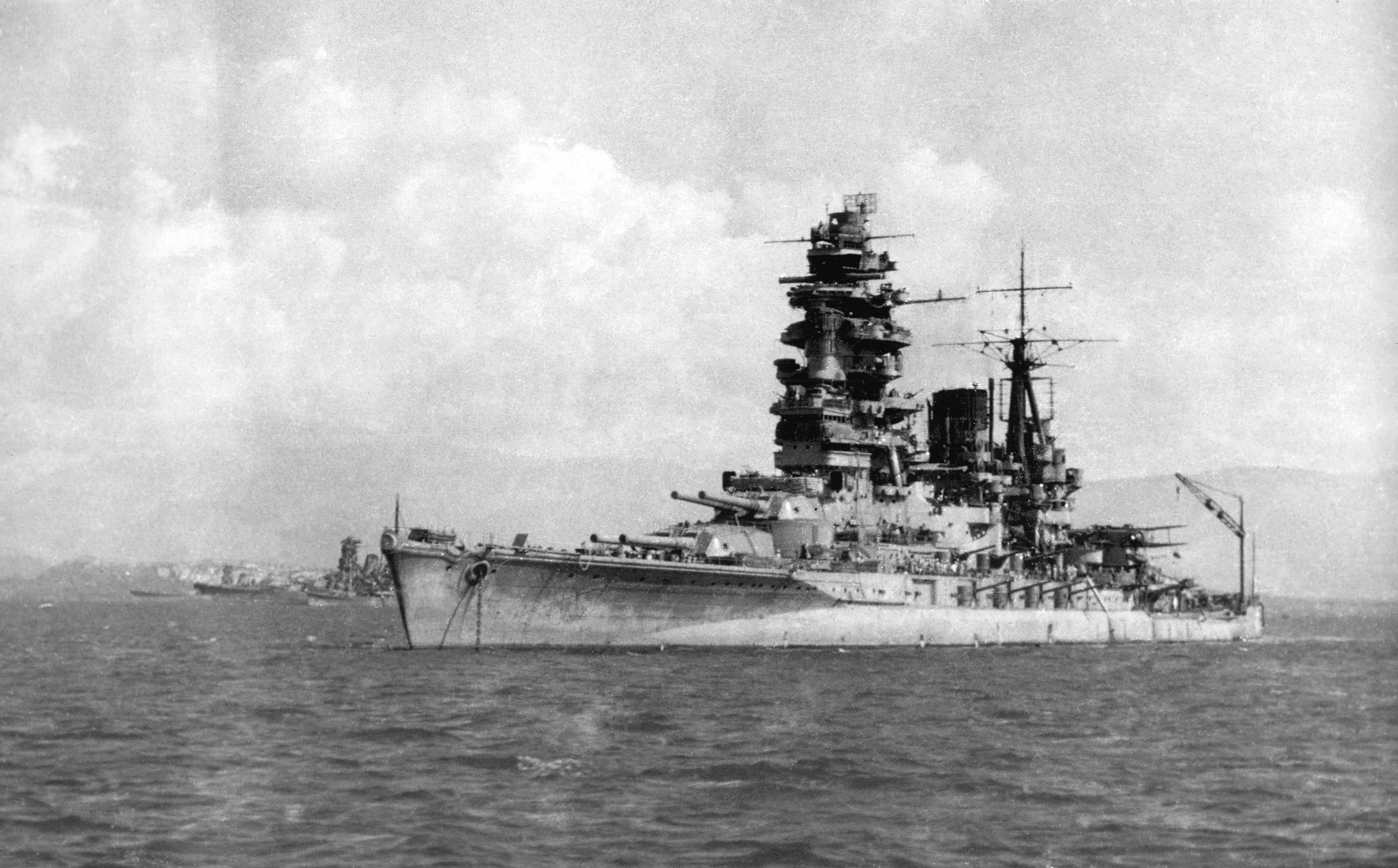
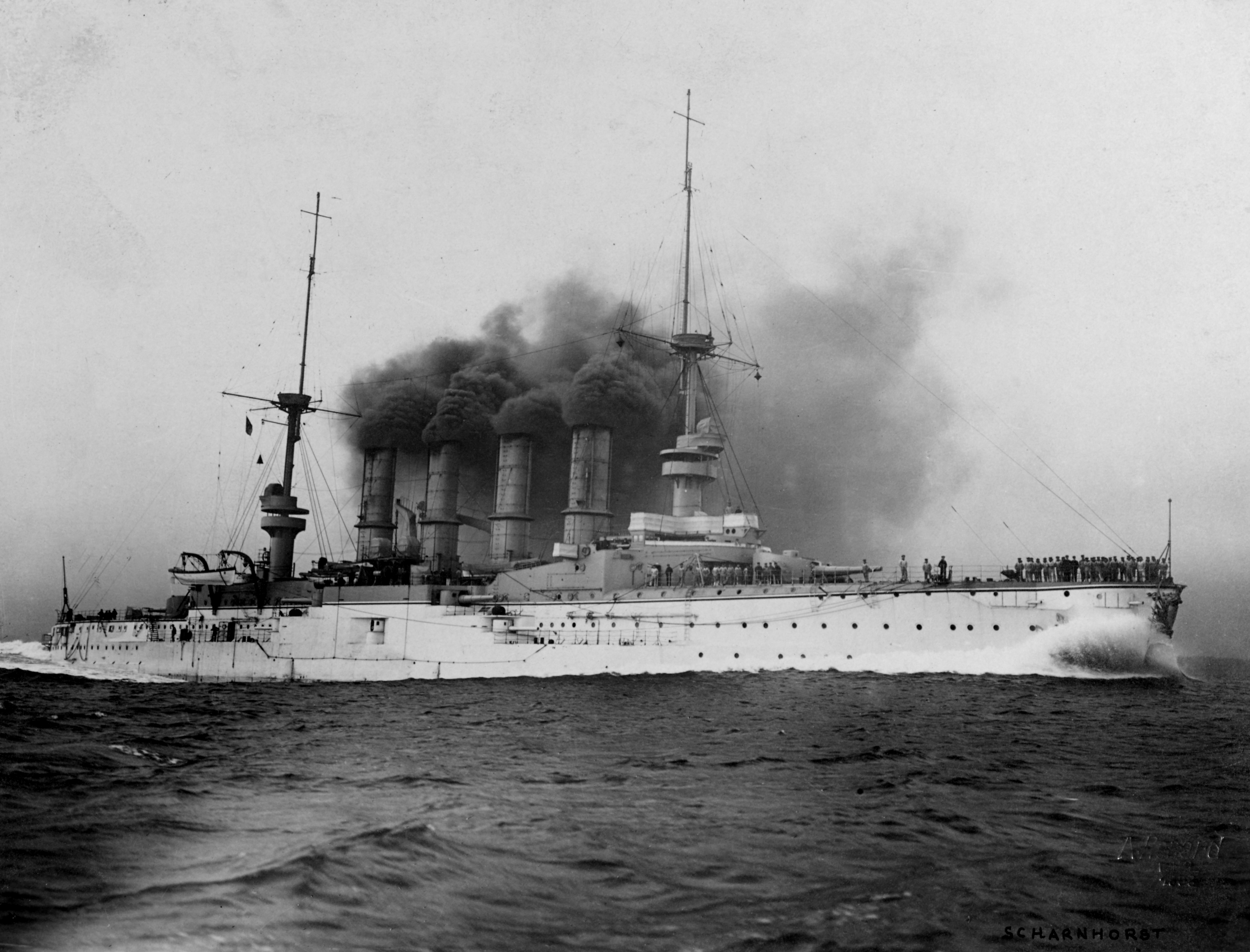
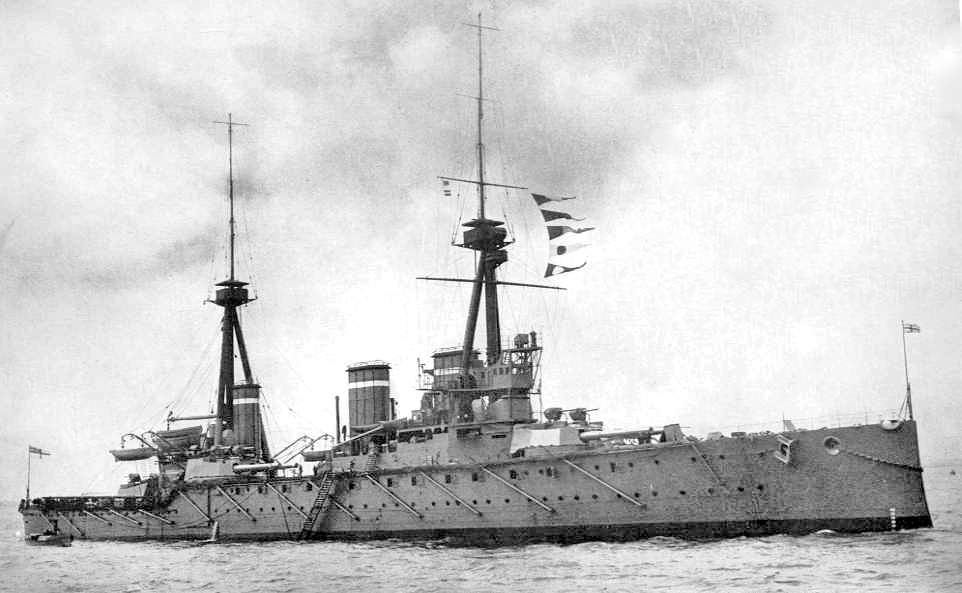

## طالع أيضًا
- معركة ذات الصواري
- جسر القدس الصاري المعلق

- أرمة (أشرعة)
- تجهيزات الأرمة